# Thrash Zone
Thrash Zone – piąty album w dorobku amerykańskiej grupy D.R.I., wydany w 1989 roku. Zawiera 14 utworów.

## Lista utworów
1. "Thrashard" – 3:40
2. "Beneath the Wheel" – 5:36
3. "Enemy Within" – 2:44
4. "Strategy" – 4:19
5. "Labeled Uncurable" – 3:04
6. "You Say I'm Scum" – 1:55
7. "Gun Control" – 4:59
8. "Kill the Words" – 4:43
9. "Drown You Out" – 2:31
10. "The Trade" – 4:28
11. "Standing in Line" – 1:35
12. "Give a Hoot" – 3:55
13. "Worker Bee" – 0:56
14. "Abduction" – 4:04

## Muzycy uczestniczący w nagraniu
- Spike Cassidy – gitara
- Kurt Brecht – wokal
- Felix Griffen – perkusja
- John Menor – gitara basowa